# Здравко Петров (критик)
Здравко Петров Желев е литературен критик и историк, есеист, публицист.

## Биография
Роден е на 13 юни 1928 г. в Шумен. Следва право (1947-1949), но завършва философия в Софийския университет (1954).
Редактор във в. „Народна младеж“, в. „Народна култура“ и сп. „Септември“. Аспирант в Академията за обществени науки при ЦК на КПСС (1960-1963). Защитава кандидатска дисертация на тема „Ленинизацията на марксическата критика през 30-те години“ (1963). Научен сътрудник (1963), старши научен сътрудник I степен (1967) и старши научен сътрудник II степен (1980) в Института за литература при БАН (1963-1999). Завежда отдел „Критика“ в сп. „Пламък“ (1970-1972), заместник главен редактор на в. „Литературен фронт“ (1973). Член на Съюза на българските писатели.
Умира на 23 март 2000 г. в София.

## Творчество
Дебютът му на критик е през 1949 г. във в. „Литературен фронт“.
Известен е като критик „импресионист“., а също и „поетът в критиката“, и „крачеща библиотека“
Той е един от знаменитата „тройка“ литературни критици (заедно с покойните Кръстьо Куюмджиев и Тончо Жечев).
Съставител и редактор на редица сборници.